# Линський Володимир Іванович
Володи́мир Ли́нський — (нар. 06 серпня 1965  — пом. 20 вересня 2022). 
Володимир був головою комітету з питань АТО/ООС громадської ради при Донецькій ОДА. Керував відокремленим підрозділом громадської організації «Державницька ініціатива Яроша», був одним зі співорганізаторів фестивалю до Дня добровольця на горі Карачун.
Після початку повномасштабної війни Володимир повернувся на передову в складі 106-го батальйону територіальної оборони Краматорського району і загинув у районі Голубих озер на Лиманщині під час артобстрілу 20 вересня. Поховали Володимира в рідному селищі.
У нього залишилася дружина. Кілька років тому на війні загинув їхній син.